# Zenés színház
A mai zenés színház magában foglalja az összes eddig kialakult zenés színpadi műfajt.

## Műfajai
- Prózai darabok kísérőzenéje: (filmzenék előfutáraként is értelmezhető,) 10-15 perc időtartamú instrumentális kompozíció, amely több részletben hangzik el a darab folyamán.
- Daljáték: zenés játék, amikor már több betétdal is elhangzik.
- Operett: hosszabb zenei anyagot és egymáshoz szervesebben kapcsolódó cselekvést ösztönző struktúrát tartalmaz, alapvetően 19-20. századi műfaj. Szigorúan meghatározott a szereplők rendje, a darab dramaturgiai és zenei felépítése, illetve a témavilága.
- Musical: a zenés színház modernebb darabjait foglalja magába, szervesen összefüggő, a történés drámaiságát önállóan is hordozó egységes zenei matériával.
- Rock-opera: már egyáltalán nem tartalmaz prózai jeleneteket, minden egyes drámai szituációnak önálló zenei motívuma van, fontos részei a konfliktusok (azok zenei kidolgozása). Előfordul, hogy bizonyos szereplők dramaturgiai szerepe megkérdőjelezhető, egyedül a zenei anyag teszi indokolttá jelenlétét.
- Opera: vokális-hangszeres drámai színpadi műfaj, melyben a szerepeket éneklik.

## Kialakulása Magyarországon

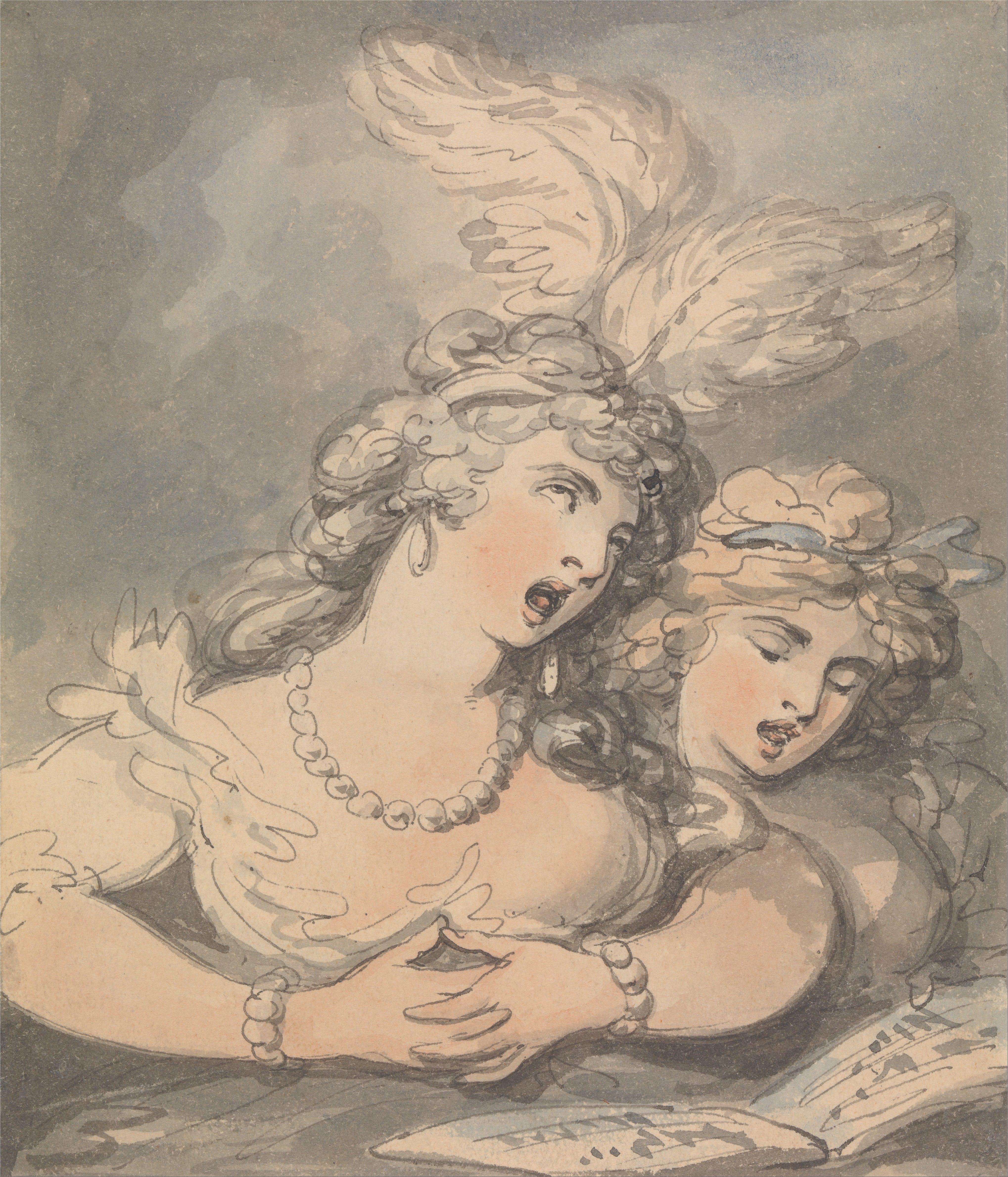
Thomas Rowlandson, Az operaénekesek (akvarell)

A 18. századi  polgári fejlődés hozta magával a színház és ezen belül a zenés színművek iránti igényt. Az új zenés színpadi műfajok előzményének  tekinthetjük a 17-18. századi jezsuita iskoladrámákat, melyekben jelentős szerepet játszottak az énekes–hangszeres–táncos közreműködők. E színdarabok zenéjéből azonban – egy mű kivételével –  sajnos mindössze néhány dalbetétet ismerünk. Az egyetlen teljes egészében fennmaradt zenés iskoladrámát, Johannes Patzelt: Musica pro comoedia generali (Castor et Pollux) című opera-kantátáját 1743-ban adták elő a soproni jezsuita gimnáziumban.
A század második felében, a hivatásos és műkedvelő muzsikusok egyre népesebb rétege a templom mellett a város világi ünnepségeinek, színvonalas szórakoztatásának is  részese kívánt lenni, a műzenére fogékony hallgatóság pedig nagy érdeklődéssel fordult a látványos, cselekményes, zenével kísért színművek felé. Az előadói és befogadói igény e szerencsés találkozása a jól képzett zenészek számára – az egyházi állások mellett – lehetőséget adott  a színházi muzsikusi posztok betöltésére. Ugyanebben az időben fontos hatásuk volt a német és olasz vándortársulatoknak, amelyek daljátékokat, operákat, baletteket játszottak. Így került sor Pergolesi, Dittersdorf, Mozart és más jelentős szerzők műveinek magyarországi bemutatójára. (A Pesti Városi Német Színház már az ősbemutató után két évvel, 1793-ban előadta A varázsfuvolát.)
A 18. század végére minden nagyobb városnak volt saját színháza, amely a prózai és zenés színdarabokon kívül hangversenyeket, "muzsikális akadémiákat" is rendezett a színház saját zenészeinek közreműködésével. (Sopron 1769, Pest 1774, Pozsony 1776, Buda 1787, Kassa 1789, Kolozsvár 1821. Kolozsvárott már az 1790-es évektől játszott az erdélyi magyar színtársulat). A társulatban eleinte nem különítették el a prózai és énekes színészeket, csak a 19. század közepén jelent meg az "operaénekes" státusza. Ugyancsak változatos zenei ismeretekkel kellett rendelkeznie a színházi muzsikusoknak is, akik saját hangszeres szólamuk eljátszásán kívül értettek átiratok készítéséhez, hangszereléshez, sőt maguk is komponáltak új dalbetéteket, táncokat. 
A repertoár tekintetében két lehetőség állt a zenés színházak előtt. Az egyik a német Singspiel, melodráma és opera magyarországi meghonosítása, amelyre elsősorban a jól képzett zeneszerzők vállalkoztak (Fusz János, Franz Xaver Kleinheinz, Vincent Tutzek, Johann Spech, Ferdinand Kauer). Az osztrák, magyar, cseh származású – és általában Bécsben tanult – komponisták a nemzetközi operai divatot akarták követni műveikben. 
A másik irány a magyar nyelvű színművek zenés részeinek megírását tűzte ki céljául. Mivel maguk a színdarabok is egyre inkább a "hazai" és "népies" témákat állították középpontba, a hozzájuk komponált dalbetétek (prózai színpadi műbe beillesztett énekszám), közzenék (a felvonásközöket kitöltő hangszeres zene a 17-19. sz.-ban), táncok is a magyaros jelleget hangsúlyozták, amelyet a közízlés a népies műdallal és a verbunkos stílusával azonosított. A 19. század folyamán efféle népszínművek sokasága született félig képzett zenészek, műkedvelők és önjelölt zeneszerzők tollából.
A legelső magyar opera szerzőjeként Chudy József nevét szokták említeni, akinek Pikkó herceg és Jutka Perzsi című "szomorú–víg operája" (valójában dalbetétekkel ellátott zenés színdarabja) igen népszerű volt a maga korában. A zene magyar jellegét nem tudjuk bizonyítani, mivel a mű kottája elveszett. A korai magyar opera kettős irányultságának problémájával (nevezetesen azzal, hogy a magyaros prozódia ritmikai megjelenítése, az aprózó motivika és a dalszerű rövidség milyen nehezen egyeztethető össze az opera nagyobb formáival) találkozunk Ruzitska József kolozsvári zeneszerző  Béla futása (1822) és Kemény Simon avagy dicsőség a hazáért meghalni (1822) című daljátékában.